# Space Patrol (Britse televisieserie)
Space Patrol is een Britse sciencefictionserie voor kinderen waarbij gebruik gemaakt werd van marionetten. De serie werd voor het eerst uitgezonden door ITV van april tot december 1963. Space Patrol werd geproduceerd door Arthur Provis en Roberta Leigh, die ook alle verhalen en scripts schreef.

## Uitgangspunt
In het jaar 2100 hebben de beschavingen van de Aarde, Venus en Mars zich verenigd in de "United Galactic Organization" (UGO). Space Patrol is de ruimtepolitie van de UGO onder leiding van kolonel Raeburn en zijn assistente Marla, die van Venus afkomstig is. De serie volgt de avonturen van het interplanetair ruimteschip Galasphere 347 en zijn bemanning, kapitein Larry Dart van de Aarde, navigator Slim van de planeet Venus en ingenieur Husky van de planeet Mars met zijn huisdier Gabbler Bird, een soort martiaanse papegaai. Ze worden van op de aarde bijgestaan door professor Haggarty en zijn dochter Cassiopeia.

## Rolverdeling
| Acteur           | Personage                                     |
| ---------------- | --------------------------------------------- |
| Ronny Stevens    | Slim, Husky, Prof. Haggarty en anderen (stem) |
| Dick Vosburgh    | Kapt. Larry Dart en anderen (stem)            |
| Murray Kash      | Kol. Raeburn en anderen (stem)                |
| Libby Morris     | Marla, Cassiopeia, Gabbler en anderen (stem)  |
| Ysanne Churchman | Marla, Cassiopeia en anderen (stem)           |
| Mary Dean        | Maggie Applegate (stem)                       |

## Afleveringen
1. The Swamps of Jupiter
2. The Wandering Asteroid
3. The Dark Planet
4. The Slaves of Neptune
5. The Fires of Mercury
6. The Shrinking Spaceman
7. The Robot Revolution
8. The Cloud of Death
9. The Rings of Saturn
10. Volcanoes of Venus
11. Mystery on the Moon
12. The Miracle Tree of Saturn
13. The Forgers
14. The Planet of Thought
15. The Glowing Eggs of Titan
16. The Planet of Light
17. Time Stands Still
18. Husky Becomes Invisible
19. The Walking Lake of Jupiter
20. The New Planet
21. The Human Fish
22. The Invisible Invasion
23. The Talking Bell
24. The Buried Spaceship
25. Message from a Star
26. Explosion on the Sun
27. The Unknown Asteroid
28. The Evil Eye of Venus
29. Secret Formula
30. The Telepathic Robot
31. Deadly Whirlwind
32. The Jitter Waves
33. Sands of Death
34. The Hairy Men of Mars
35. The Grass of Saturn
36. Force Field X
37. The Water Bomb
38. Destruction by Sound
39. The Shrinking Gas of Jupiter

## Trivia
- In de Verenigde Staten werd Space Patrol uitgezonden onder de titel Planet Patrol om verwarring met de gelijknamige Amerikaanse televisieserie te voorkomen.[1]
- De serie werd lange tijd als verloren beschouwd totdat in 1997 een verzameling van alle afleveringen in 16mm-filmformaat in de garage van Leigh werd gevonden.[3] In 2004 werden alle 39 afleveringen uitgebracht op dvd.